# Lepidopilum diaphanum
Lepidopilum diaphanum là một loài rêu trong họ Daltoniaceae. Loài này được Sw. ex Hedw. Mitt. mô tả khoa học đầu tiên năm 1869.